# 孔廣
孔廣，字淹源，会稽郡山阴县（今浙江省绍兴市）人，南朝齐政治人物。
孔广美风仪，善谈吐，以才学知名，善谈论，被王俭、张绪所称颂。王俭常说：“孔广来了让人荒废簿领，匠不须来，来了就不要听凭他离去。”张绪多次坐巾车看望他，叹道：“孔广让我成了轻薄祭酒。”官至扬州中从事。与孔逭齐名。